# Beau ha paura
Beau ha paura (Beau Is Afraid) è un film del 2023 scritto, diretto, ideato e co-prodotto da Ari Aster.
Il film vede Joaquin Phoenix nel ruolo del personaggio principale e include anche un cast di supporto composto da Patti LuPone, Nathan Lane, Amy Ryan, Kylie Rogers, Parker Posey, Stephen McKinley Henderson, Hayley Squires, Michael Gandolfini, Zoe Lister-Jones, Armen Nahapetian e Richard Kind. La trama segue il mite ma paranoico Beau mentre intraprende un'odissea surreale per tornare a casa al funerale di sua madre, realizzando le sue più grandi paure lungo la strada.
Il film si basa sul cortometraggio del 2011 Beau, scritto e diretto dallo stesso Ari Aster.

## Trama
Beau Wassermann è un triste uomo di quarantasette anni che vive da solo in un piccolo appartamento in un palazzo fatiscente di Corinna, città completamente invasa dalla criminalità. Va regolarmente da un terapeuta, il dottor Jeremy Friel, per affrontare varie ansie e paure provocate in particolare dal difficile rapporto con la madre Mona, ricca e importante imprenditrice responsabile della costruzione di un imponente impero conglomerato.
L'uomo ha inoltre un sogno ricorrente sin da quando è bambino nel quale osserva dalla vasca da bagno un gemello più coraggioso di lui, che chiede alla madre di sapere cosa è successo veramente al padre e per questo viene punito, rinchiuso per sempre in soffitta.
Beau, la notte prima di recarsi a Wasserton a trovare la madre nell'anniversario della morte del padre, si sveglia tardissimo a causa del comportamento disturbante del vicino, che per tutta la notte ha sostenuto che lui facesse rumore. Preso dalla concitazione tenta comunque di prendere il volo, ma appena varca la soglia di casa si accorge di aver dimenticato il filo interdentale; per recuperarlo, lascia momentaneamente le chiavi attaccate alla porta e la valigia sul pianerottolo e al ritorno dopo pochi istanti scopre che tutto gli è stato rubato da uno sconosciuto. Beau contatta quindi la madre per informarla che non riuscirà a raggiungerla quel giorno e la donna, attuando il silenzio punitivo, lo fa sentire terribilmente in colpa. Per tale motivo Beau prende gli antidepressivi prescrittigli dal terapeuta, ma si accorge troppo tardi di non avere acqua in casa. Terrorizzato all'idea di poter morire a causa degli effetti collaterali che la medicina causa in assenza di assunzione con l'acqua, corre fuori dal palazzo verso il negozio di alimentari dall'altro lato della strada, lasciando aperto il portone. Mentre cerca di pagare la bottiglia con gli ultimi spicci, visto che la carta gli è stata rifiutata, tutti i tossici e i criminali della strada corrono verso il portone del palazzo, chiudendoglielo in faccia, invadendo il suo appartamento e vandalizzando tutto.
La mattina seguente Beau, dopo essersi addormentato sul ponteggio di fronte alla finestra, riesce a rientrare nell'appartamento finalmente libero. Mentre prepara la vasca per fare un bagno rilassante, chiama nuovamente la madre, ma a rispondere è un corriere dell'UPS che gli comunica di aver appena trovato la donna morta in casa, senza più la testa, fracassata da un lampadario. Beau scioccato si immerge nella vasca, ma dopo aver notato delle gocce d'acqua provenienti dal soffitto, si accorge che appeso sopra di lui c'è un uomo piangente (che precedentemente gli aveva chiesto di aiutarlo, ma Beau l'aveva ignorato mentre correva a prendere l'acqua), che sta cercando di non farsi scoprire. L'uomo, spaventato da un ragno eremita, cade addosso a Beau e i due hanno una colluttazione nella vasca. Beau fugge di casa completamente nudo e corre verso un poliziotto cercando aiuto, ma questi, terrorizzato perché pensa che si tratti di un pazzo criminale, minaccia di sparargli. Beau scappa per strada e viene investito da un furgone e accoltellato da un serial killer.
Due giorni dopo Beau si risveglia a casa di Grace e Roger, che hanno assistito all'incidente e si sono presi cura di lui. Lei donna d'affari, lui medico, hanno due figli: Nate, morto in guerra a Caracas, e Toni, un'adolescente problematica; ospitano inoltre Jeeves, un veterano ex-commilitone del figlio afflitto da stress post-traumatico. Beau tenta nuovamente di chiamare la madre, ma gli risponde l'avvocato Harold Cohen, legale della donna, che gli conferma la morte di Mona e lo fa sentire ulteriormente in colpa dato che, secondo il desiderio della madre, senza la sua presenza il funerale non potrà essere celebrato. Beau implora Grace e Roger di portarlo urgentemente a casa della madre; Roger gli promette di accompagnarlo il prima possibile, ma insiste che si riposi fino alla guarigione. Il giorno successivo, a causa di diversi inconvenienti Beau viene lasciato solo in casa. Guardando le notizie sulla morte di Mona dal laptop di Toni, vede l'intervista a una sua vecchia conoscenza, Elaine Bray, che lo spinge a vomitare improvvisamente sul computer, sotto gli occhi adirati di Toni. Questa, con la scusa di riportarlo a casa, lo costringe sotto ricatto a fumare marijuana a bordo della sua macchina, con la complicità dell'amica Liz. L'effetto della sostanza, addizionata con altre sostanze non specificate, gli fa rivivere in un flashback l'incontro con la giovane Elaine, della quale si era invaghito, durante una crociera con sua madre. I due ragazzi si erano baciati promettendo di rimanere vergini fino a quando non si sarebbero incontrati di nuovo. La mattina seguente, Beau scopre di essere sorvegliato h24 da una telecamera nascosta in casa (le cui registrazioni vengono trasmesse sul canale 78 della televisione), che oltre a registrare ciò che accade mostra anche ciò che accadrà nel futuro. Poco dopo Toni gli chiede di aiutarla a vandalizzare la stanza del fratello morto, diventata una sorta di santuario dalla madre, e al rifiuto di Beau la ragazza ingerisce un barattolo di vernice e muore. Grace accorre disperata e accusa l'uomo di aver ucciso la figlia e di voler sostituire il figlio morto con un demone. Quando Beau fugge terrorizzato, la donna gli sguinzaglia dietro Jeeves.
Mentre fugge nel bosco, Beau incontra un gruppo di attori che hanno creato una compagnia teatrale itinerante e viene invitato ad assistere alla prima del loro spettacolo. La pièce racconta il viaggio allegorico di un uomo che trascorre tutta la vita a cercare la famiglia dopo che sono stati separati da un'alluvione. Il racconto coinvolge Beau a tal punto da immaginarsi al posto del protagonista, salvo poi comprendere che non è possibile: il protagonista infatti si ricongiunge ai suoi tre figli, mentre Beau non ha mai fatto sesso, quindi non avrebbe potuto concepirli. Questo perché, secondo sua madre, l'orgasmo lo farebbe morire sul colpo, così come già accaduto a suo padre, a suo nonno e al suo bisnonno. Non appena torna in sé, un uomo seduto accanto a lui lo riconosce e gli rivela che suo padre è vivo e che lui lo conosce. Prima di avere il tempo di chiedergli altro, la compagnia viene raggiunta e attaccata da Jeeves, che conosce la posizione di Beau grazie al "dispositivo medico" installato sulla sua caviglia da Roger. Fuggito dal bosco, Beau si fa dare un passaggio in auto verso casa della madre.
Finalmente arrivato a casa di Mona, Beau scopre che il funerale si è svolto senza di lui e vede il corpo senza testa nella bara. Beau si addormenta sul divano e la sera viene svegliato dall'ex collaboratrice della madre, Elaine, la ragazzina di cui si era innamorato in crociera. I due dichiarano di essere ancora innamorati, così Elaine invita Beau nella camera da letto di Mona per consumare il loro amore; nonostante Beau sia terrorizzato all’idea di morire, accetta. Dopo aver consumato, l'uomo si rende conto che a morire non è stato lui, ma Elaine, rimasta pietrificata sopra di lui. Beau la spinge giù dal letto e si nasconde terrorizzato.
In quel momento sopraggiunge nella stanza sua madre, ancora viva, che fa portare via il cadavere da due governanti e rivela il suo piano al figlio: tenuta informata negli anni dal terapeuta dell'uomo, che segretamente registrava tutte le sedute e le forniva alla donna, Mona ha finto la propria morte per vedere come si sarebbe comportato. La persona nella bara è Martha, governante ed ex baby sitter di Beau. Persino Roger lavorava per Mona ed è probabile che tutto l'incubo vissuto da Beau a casa dell'uomo fosse parte del piano di sua madre. Beau l'accusa di avergli mentito sul padre, così come sul sesso. A quel punto la donna, dopo avergli rivelato che il sogno della vasca da bagno in realtà non è un sogno ma un ricordo, lo costringe a salire in soffitta. Qui Beau trova un doppelgänger di se stesso incatenato e un gigantesco pene umanoide, che a detta della madre è suo padre. In quel momento, Jeeves irrompe in casa e viene ucciso dal mostro. Terrorizzato, Beau implora il perdono della madre, ma lei continua a insultarlo, portandolo alla disperazione: l'uomo tenta quindi di strangolarla a morte, ma si ferma non appena si rende conto di ciò che sta facendo. Ma è troppo tardi e la madre muore.
Ormai totalmente impazzito, Beau esce di casa e prende una barca a motore per allontanarsi. Attraversa un lago e dopo essere entrato all'interno di una grotta il motore si spegne e si ritrova al centro di una gigantesca arena con migliaia di spettatori e con un maxi schermo sul quale vengono proiettati momenti diversi della sua vita. Da un lato degli spalti c'è un avvocato che lo difende (nonostante la sua voce si senta solo in lontananza), mentre dall'altro lato l'avvocato Cohen (la cui voce, invece, rimbomba per tutta l'arena) e sua madre iniziano un processo contro Beau, accusato di essere un "pessimo figlio". Mentre Cohen elenca una serie di azioni che Beau ha compiuto nel corso della vita, ritenute atti terribili nei confronti di Mona, l'avvocato cerca di difenderlo portando delle tesi reali, ma a un certo punto viene preso da un uomo e gettato su uno scoglio morendo. Il processo termina, Beau viene dichiarato colpevole e condannato a morte tramite l'esplosione della barca. Un'ultima inquadratura mostra Beau che tenta di riemergere ma alla fine annega, mentre i titoli di coda iniziano a comparire e gli spettatori del processo lasciano silenziosamente le tribune.

## Produzione

### Sceneggiatura
La sceneggiatura del film è stato il frutto di un lavoro lunghissimo da parte del regista.
Ari Aster ha lavorato alla sceneggiatura di Beau ha paura per oltre 10 anni. L'idea del film risale già precedentemente ai suoi successi con Hereditary e Midsommar (infatti Aster aveva già tentato di realizzarlo come suo primo film, optando invece in seguito per Hereditary), ed è nata da un cortometraggio di 6 minuti intitolato Beau, realizzato dallo stesso Ari Aster senza budget nel 2011. Durante questo lungo periodo, Aster ha sviluppato e rielaborato il concetto originale, mentre inizialmente era stato descritto semplicemente come "una macchina per gag", Aster lo ha aggiornato negli anni successivi con diverse modifiche alla sceneggiatura e al tono rendendolo molto più serio, maturo e drammatico, trasformando ciò che doveva essere un semplice film comico divertente in una storia molto più complessa e stratificata, che riflette temi già ricorrenti nel suo lavoro, come le paure ancestrali, il lutto e i traumi familiari irrisolti.
La sceneggiatura definitiva ha richiesto un lungo processo di riscrittura durato circa nove mesi, con l'obiettivo di creare un'esperienza intensa, surreale e ambigua, che si è tradotta in una struttura onirica ed episodica nella versione finale.
Aster ha più volte descritto il film come "una commedia da incubo", "un Signore degli anelli ebreo, ma Beau sta solo andando a casa di sua madre" e come "se riempissi di Zoloft un bambino di dieci anni e lo mandassi a fare la spesa".

### Riprese
Nel febbraio 2021, A24 ha annunciato il film, allora intitolato Disappointment Blvd, con Joaquin Phoenix a bordo per recitare nel ruolo principale. Il cast del film è stato annunciato a giugno e luglio.
Le riprese principali sono iniziate il 28 giugno 2021 e si sono concluse nell'ottobre dello stesso anno. Il film è stato girato nel centro di Montréal e a Saint-Bruno-de-Montarville , un sobborgo fuori dall'isola di Montreal nel Quebec , con il direttore della fotografia Pawel Pogorzelski e la scenografa Fiona Crombie. L'animazione del film è stata realizzata da Cristóbal León e Joaquín Cociña, scelti personalmente da Aster per il loro lavoro nel film stop-motion del 2018 La casa lobo . Con un budget di 35 milioni di dollari, Beau ha paura è stato il film più costoso di A24 fino a quando non è stato superato da Civil War (2024).

### Montaggio finale
Al principio la versione originale del film era di 3 ore e 27 minuti, tuttavia a causa delle pressioni della A24 di non farlo durare oltre tre ore il montaggio finale è stato ridotto a 179 minuti.
Inizialmente Aster era molto restio nel tagliare diverse parti poiché non voleva assolutamente accorciare la durata del film, tuttavia nonostante la sua insistenza per un montaggio più lungo alla fine si dichiarò soddisfatto del risultato finale.

## Colonna sonora
La colonna sonora del film è stata prodotta da Katherine Miller e composta dal musicista elettronico britannico Bobby Krlic, che si esibisce con il nome di The Haxan Cloak. Krlic ha dichiarato che che la colonna sonora è pensata per essere una rappresentazione dello stato mentale di Beau durante gli eventi del film.
La colonna sonora è stata pubblicata il 14 aprile 2023, una settimana prima dell'ampia distribuzione cinematografica del film, tramite la divisione musicale di A24, ed è suddivisa in cinque parti, corrispondenti ai cinque atti del film in cui compaiono le canzoni.

## Distribuzione
La pellicola è stata distribuita nelle sale cinematografiche statunitensi a partire dal 21 aprile 2023, mentre in quelle italiane dal 27 aprile dello stesso anno.

## Accoglienza

### Incassi
Il film ha incassato 8176562 $ in Nordamerica e 4160816 $ nel resto del mondo, per un totale di 12337378 $.

### Critica
Nonostante non sia stato universalmente elogiato dalla critica come i due lungometraggi precedenti del regista, il film ha ricevuto il 67% delle recensioni critiche positive su Rotten Tomatoes, con una valutazione media di 6.8/10 sulla base di 272 recensioni. Il consenso del sito web recita: " Beau Is Afraid è imbottito al punto da cancellare il confine tra autoflagellazione e autoindulgenza, ma la bravura di Ari Aster e il puro impegno di Joaquin Phoenix conferiscono a questa odissea nevrotica un potere innegabile". Metacritic, che utilizza una media ponderata, ha assegnato al film un punteggio di 63 su 100, sulla base di 51 critici, indicando recensioni "generalmente favorevoli".
Nonostante l'insuccesso al botteghino e l'accoglienza tiepida da parte della critica il film è stato particolarmente amato da diversi colleghi registi di Ari Aster.
Il regista John Waters lo ha eletto come miglior film del 2023 definendolo come "un film super lungo, super pazzo e super divertente sul crollo mentale di un uomo con un cast migliore di quello del Giro del mondo in 80 giorni: Joaquin Phoenix, Patti LuPone, Parker Posey, Nathan Lane e Amy Ryan. È una risata infernale che, non dimenticherete mai, nemmeno se lo vorrete".
Anche Robert Eggers lo menzionò come uno dei suoi film preferiti dell'anno definendolo "un capolavoro orribile, impegnativo ed essenziale", e il regista Martin Scorsese (che si era proclamato un fan del cinema di Ari Aster sin dai tempi di Hereditary) fu anch'esso entusiasta del film, tanto da definire Ari Aster come "una delle nuove voci più straordinarie del cinema mondiale", e lodandolo per aver sovvertito la tradizionale struttura in tre atti.

## Riconoscimenti
- 2024 – Golden Globe[5]
  - Candidatura al migliore attore in un film commedia o musicale a Joaquin Phoenix
- 2024 – Satellite Award[6]
  - Candidatura al miglior attore in un film commedia o musicale a Joaquin Phoenix